# 全国栄養士養成施設協会
一般社団法人全国栄養士養成施設協会（ぜんこくえいようしようせいしせつきょうかい）は、栄養士養成施設、管理栄養士養成施設によって組織されている団体。令和7年現在、指定認可栄養士養成施設258校のうち255校が加盟している。

## 沿革
- 1958年（昭和33年）9月27日 - 任意団体として設立
- 1965年（昭和40年）6月22日 - 社団法人化

## 活動内容
栄養士養成施設、管理栄養士養成施設での教育内容の充実、振興、運営に関する事項の検討などを行っている。

## 会員

### 加盟校
- 栄養士養成施設、管理栄養士養成施設を参照

### 賛助会員
賛助会員は17の企業・法人（2017年4月時点）
- 味の素
- 医歯薬出版
- 内田洋行
- 貝印
- キッコーマン
- 竹内刃物製作所
- 第一出版
- ミソノ刃物
- 和泉利器製作所
- 紀伊国屋書店
- インターメディカル
- シダックスフードサービス
- 日本医歯薬研修協会
- 建帛社

#### 過去の賛助会員
- ネスレ日本
- ヤクルト本社
- 学校法人行吉学園出版局
- トータル・ソフトウェア
- 明治（旧明治乳業）
- 善雄松堂（旧丸善）